# Molophilus iyoanus
Molophilus iyoanus là một loài ruồi trong họ Limoniidae. Chúng phân bố ở miền Cổ bắc.